# 4663 Фальта
4663 Фальта (4663 Falta) — астероїд головного поясу, відкритий 27 вересня 1984 року.
Тіссеранів параметр щодо Юпітера — 3,136.